# BKChem
BKChem은 무료 2차원 분자 에디터(molecule editor)로 Beda Kosata에 의해 파이썬으로 작성되었다. 이 소프트웨어는 플랫폼 독립적이다. 이 프로그램은 Tkinter를 통하여 Tk를 사용한다.